# Protorthodes melanopis
Protorthodes melanopis är en fjärilsart som beskrevs av George Francis Hampson 1905. Protorthodes melanopis ingår i släktet Protorthodes och familjen nattflyn. Inga underarter finns listade i Catalogue of Life.